# Lycée Jean-Monnet (Montpellier)
Le lycée Jean-Monnet (du nom de l'homme politique Jean Monnet) est un établissement d'enseignement secondaire et supérieur situé à Montpellier dans le département de l'Hérault. 
Ouvert en septembre 1990, il s'agit du premier lycée construit par la région Languedoc-Roussillon (devenue Occitanie en 2016) à la suite des lois de décentralisation qui ont transféré aux régions, à partir du 1er janvier 1986, la gestion des lycées.

## Architecture
Commandé par la région Languedoc-Roussillon, le lycée est l'œuvre de l'architecte montpelliérain François Fontès qui a conçu le lycée « comme une cité : un lieu où les gens travaillent, étudient, se rencontrent, vivent ». Les différents bâtiments s'organisent autour d'une géode, construction en forme de sphère qui abrite une salle de spectacle de 200 places. Vu du ciel, on distingue la forme d'un oiseau, dessinée par les courbures des structures pare-soleil. Pour ce projet, l'architecte reçoit le Grand prix de l'excellence européenne en 1990. Jean-Michel Wilmotte est l’architecte d'intérieur. 
Pour Le Monde (24 février 1991), l'« établissement aux allures futuristes [...], avec des façades brillantes et une géode, augure de la nouvelle génération des lycées européens ». Tandis que le magazine L'Express (24 mars 1994), rendant compte autant de l'architecture que du projet pédagogique, y voit « l'anti-caserne. Le contraire du bahut-prison ».
D'importantes extensions sont ajoutées en 2009: nouvel internat des garçons, nouveaux bâtiments d’enseignement, dont des salles spécifiques pour la danse et le théâtre, ainsi qu'un studio de cinéma.

## Formations
Lycée d'enseignement général et technologique, il est le seul lycée de France à regrouper les 7 enseignements artistiques disponibles, en option et en enseignement de spécialité : arts plastiques, cinéma audiovisuel (CAV), cirque, danse, histoire des arts, musique, théâtre.
Il dispense aussi un enseignement supérieur au travers de différents BTS (communication ; NDRC ; Collaborateur juriste notarial), d'un DNMADe numérique (diplôme national des métiers d’art et du design) ainsi que de licences : licence « conception et commercialisation de produits multimédias » en partenariat avec l'IAE de Montpellier, licence « parcours préparatoire au professorat des écoles » ou « 3PE » en partenariat avec la Faculté de l’Éducation de l’Université de Montpellier.

## Personnalités liées au lycée

### Anciens élèves célèbres
- Emma Benestan (promo 2006), réalisatrice, scénariste et monteuse franco-algérienne, ancienne élève en section Cinéma audiovisuel
- Gaëtan Bruel (promo 2006), conseiller ministériel, directeur du CNC (2025-2027)[6], ancien élève en section histoire des arts [7]
- Valentin Petit, réalisateur, ancien étudiant en BTS design graphique (transformé par la suite en DNMADe Numérique) ;
- Olivia Ruiz, chanteuse, actrice et romancière, ancienne étudiante en BTS communication.